# رينوفايبرات
رينوفايبرات أحد أدوية تخفيض الكوليسترول التي تنتمي إلى مجموعة الفايبرات.

## الأسماء التجارية
- متوفر تحت اسم كلوبران (Cloprane) الذي تنتجه شركة داييتشي سانكيو اليابانية، بينما تقوم شركة لويتبولد بإنتاجه وتسويقه في كندا والولايات المتحدة الأمريكية.

## وصلات خارجية
- موقع شركة داييتشي سانكيو
- موقع شركة لويتبولد
- معلومات عن الدواء